# 絲玉筋魚
絲玉筋魚（学名：[Bleekeria viridianguilla] 错误：{{Lang}}：文本有斜体标记（帮助）），又名鰻形布氏筋魚、沙鰍，为玉筋魚科布氏筋魚屬下的一个种。